# Саюнц, Маркар Галустович
Маркар Галустович Саюнц (арм. Մարգար Գալուստի Սայունց, азерб. Markar Qalustoviç Sayunts; 1894, Зангезурский уезд — 6 декабря 1974, Ханларский район) — советский азербайджанский виноградарь, Герой Социалистического Труда (1950).

## Биография
Родился в 1894 году в селе Герюсы Зангезурского уезда Елизаветпольской губернии (ныне город Горис Сюникской области Армении).
В 1924—1956 годах — рабочий, звеньевой виноградарского совхоза «Азербайджан» Ханларского района. В 1949 году получил урожай винограда 241 центнеров с гектара на площади 4,4 гектаров.
Указом Президиума Верховного Совета СССР от 4 сентября 1950 года за получение высоких урожаев винограда на поливных виноградниках в 1949 году Саюнцу Маркару Галустовичу присвоено звание Героя Социалистического Труда с вручением ордена Ленина и золотой медали «Серп и Молот».
Активно участвовал в общественной жизни Азербайджана. Член КПСС с 1938 года.
С 1968 года — пенсионер союзного значения.
Скончался 6 декабря 1974 года в пгт Караери Ханларского района (ныне в Самухском районе).